# خاروفسک
شهر خاروفسک (به روسی: Харовск) در کشور روسیه و در اوبلاست ولوگدا واقع شده‌است.